# Брахманн, Луиза
Каролина Луиза Брахманн (нем. Karoline Louise Brachmann; 9 февраля 1777, Рохлиц — 17 сентября 1822, Галле, Саксония) — немецкая писательница.

## Биография
Луиза Брахманн родилась 9 февраля 1777 года в Саксонии в городе Рохлице.
В 1793 году, познакомившись с Новалисом, сознала в себе поэтический талант. Новалис познакомил её с Фридрихом Шиллером, и знаменитый поэт поместил некоторые из её стихотворений в «Horen» и «Musenalmanach», причем дал одобрительный отзыв о её поэтическом даровании.
В сентябре 1800 года, задумав лишить себя жизни, Луиза Брахманн выпрыгнула в окно из коридора отцовского дома, но не погибла и после продолжительного лечения встала на ноги.
В 1820 году, полюбив в Вейсенфельде одного молодого человека, она вместе с ним ездила в Вену. Однако их роман закончился трагически: 17 сентября 1822 года, она чувствуя себя обманутой во всех своих надеждах, бросилась в воды реки Зале и утонула.
Луиза Брахманн отличалась необыкновенной плодовитостью; особенно много писала повестей и рассказов, но, согласно «ЭСБЕ», в этой области «не поднялась выше посредственности». Гораздо ценнее её лирические стихотворения («Gedichte», Лейпц., 1800; 2-е издание, 1808), свидетельствующие о живом воображении и способности к чистой и изящной версификации.
Её избранные стихотворения («Auserlesene Dichtungen», 4 т., Лейпциг, 1824; новое издание, 1834), с биографией автора, изданы Шютцем; в качестве пятого и шестого тома этого собрания Мафусаил Мюллер издал её же «Auserlesene Erzählungen und Novellen» (Лейпциг, 1825 год).

## Избранная библиография
- «Romantische Blüthen» (Вена, 1817);
- «Novellen» (Лейпциг, 1819);
- «Schilderungen aus der Wirklichkeit» (Лейпциг, 1820);
- «Das Gottesurtheil» (Лейпциг, 1818, рыцарская поэма в пяти песнях с послесловием А. Мюлльнера),
- «Novellen und Kleine Romane» (Нюрнберг, 1822),
- «Romantische Blätter» (Вена, 1823).